# Uropsilus investigator
Uropsilus investigator és una espècie de mamífer de la família dels tàlpids. Viu a altituds d'entre 3.600 i 4.600 msnm a la província xinesa de Yunnan i, probablement, les parts adjacents de Myanmar.